# قصر تابونت
قصر تابونت هو قصرٌ (قريةٌ محصنة) في المغرب، يقعُ في منطقة ترميكت. بني هذا القصر بتقنية التربة المدكوكة، حيثُ استعمل فيه الطين. تبلغ مساحته 1.74 هكتار.